# Phong Thổ
Phong Thổ là một huyện biên giới thuộc tỉnh Lai Châu, Việt Nam.

## Địa lý
Huyện Phong Thổ nằm ở phía bắc tỉnh Lai Châu, có vị trí địa lý:
- Phía đông giáp huyện Bát Xát, tỉnh Lào Cai
- Phía nam giáp huyện Sìn Hồ, huyện Tam Đường và thành phố Lai Châu
- Các phía còn lại giáp tỉnh Vân Nam, Trung Quốc.

Huyện Phong Thổ có diện tích 1034,60 km² trong đó chỉ có 10% đất sản xuất nông nghiệp, đất rừng chiếm diện tích lớn, bao phủ hầu như diện tích toàn huyện, có các con sông như: Nậm Lung, Nậm Na,... Núi đồi là dạng địa hình chính, xung quanh các con sông là những dải đất bằng phẳng nằm theo chân núi là thung lũng, dân cư Phong Thổ thường sống tập trung trên các thung lũng này, ngoài ra số ít sống trên các triền núi cao hay ven đường đèo.
Huyện có dân số là 73.210 người, trong đó có Thái, Hmông, Hà Nhì, Lô Lô, Giáy, Dao, người Kinh sinh sống; có 98,95 km đường biên giới với Trung Quốc, với 28 vị trí mốc giới, có cửa khẩu quốc tế Ma Lù Thàng.
Kinh tế chủ yếu là nông nghiệp, công nghiệp, tiểu thủ công nghiệp và dịch vụ hầu như không có.

## Hành chính
Huyện Phong Thổ có 17 đơn vị hành chính cấp xã trực thuộc, bao gồm thị trấn Phong Thổ (huyện lỵ) và 16 xã: Bản Lang, Dào San, Hoang Thèn, Huổi Luông, Khổng Lào, Lản Nhì Thàng, Ma Li Pho, Mồ Sì San, Mù Sang, Mường So, Nậm Xe, Pa Vây Sử, Sì Lở Lầu, Sin Suối Hồ, Tung Qua Lìn, Vàng Ma Chải.

## Lịch sử
Phong Thổ bắt đầu thuộc lãnh thổ Việt Nam vào năm 1432, khi Lê Thái Tổ đánh dẹp xong Đèo Cát Hãn, thu được đất Mường Lễ (vùng đất nay là tỉnh Lai Châu, đổi tên thành Phục Lễ). Thời Lê Thánh Tông, Phong Thổ là châu Chiêu Tấn phủ An Tây thừa tuyên (xứ) Hưng Hóa của Đại Việt, với thủ phủ là Mường Thu (sau là Phong Thu, tức thị trấn Phong Thổ ngày nay). Năm 1831, Phong Thổ là đất châu Chiêu Tấn phủ An Tây tỉnh Hưng Hóa nhà Nguyễn.
Đầu thế kỷ 19, châu Chiêu Tấn phủ An Tây trấn Hưng Hóa gồm 10 động, trại, và thôn đó là: động Thanh Quý (青癸), động Minh Lang (明琅), động Phong Thu (豐收), động Bình Lư (平盧), động Hồng Lương (洪良), động Dương Đạt (陽達), động Than Nguyên (灘源), thôn Ngọ Phúc (午復), thôn Ly Bô (離逋), trại Làng Nam (廊南) thuộc động Phong Thu.
Thời Pháp thuộc, người Pháp chia nhỏ tỉnh Hưng Hóa nhà Nguyễn ra thành nhiều tỉnh nhỏ, thì Phong Thổ được chia vào trong địa bàn tỉnh Lào Cai. Đầu thế kỷ 20 (khoảng 1920-1930), vùng đất này là trung tâm hành chính Phong Thổ thuộc châu Thủy Vĩ tỉnh Lào Kai xứ Bắc Kỳ, Liên bang Đông Dương thuộc Pháp.. Ngày 9 tháng 3 năm 1944, Thống sứ Bắc Kỳ ra Nghị định số 1.016/I, đổi tên đại lý Phong Thổ thành châu Phong Thổ trên cơ sở phủ Thủy Vĩ trả lại một số vùng trước đây Chiêu Tấn nhập vào. Theo đó, châu Phong Thổ gồm 4 xã: Phong Thổ (Mường So), Tam Đường (San Thàng), Dào San, Bình Lư (Mường Lự), lỵ sở đặt tại Phong Thổ.
Sau Cách mạng Tháng Tám năm 1945, Phong Thổ là huyện của tỉnh Lào Cai.
Năm 1948, thực dân Pháp lập ra "Xứ Thái tự trị" (còn có tên là Liên bang Thái tự do) nằm trong khối Liên hiệp Pháp, gồm ba tỉnh: Lai Châu, Sơn La và Phong Thổ. Tỉnh Phong Thổ gồm 5 châu: Mường So, Sình Hồ, Cốc Lếu - Bát Xát, Văn Bàn, Mường Than (Than Uyên), tỉnh lỵ đặt tại châu Mường So. Địa bàn Phong Thổ hiện nay chính là châu Mường So, ngoài 4 xã thành lập trước đây (Bình Lư, Tam Đường, Mường So, Dào San), thực dân Pháp đặt thêm một xã mới, lấy tên là Mồ Sì San.
Ngày 13 tháng 5 năm 1955, huyện Phong Thổ được chuyển từ tỉnh Lào Cai về Khu tự trị Thái Mèo.
Ngày 27 tháng 10 năm 1962, Quốc hội ban hành nghị quyết về việc đổi tên Khu tự trị Thái Mèo thành Khu tự trị Tây Bắc và thành lập 3 tỉnh: Lai Châu, Sơn La và Nghĩa Lộ thuộc khu tự trị Tây Bắc.
Lúc này, Phong Thổ trở thành huyện của tỉnh Lai Châu, gồm thị trấn Phong Thổ và 29 xã: Bản Bo, Bản Giang, Bản Hon, Bản Lang, Bình Lư, Dào San, Hồ Thầu, Hoang Thèn, Khổng Lào, Khun Há, Lản Nhì Thàng, Ma Li Chải, Ma Li Pho, Mồ Sì San, Mù Sang, Mường So, Nà Tăm, Nậm Loỏng, Nậm Xe, Nùng Nàng, Pa Vây Sử, Sì Lở Lầu, Sin Súi Hồ, Sùng Phài, Tả Lèng, Tam Đường, Thèn Sin, Tung Qua Lìn, Vàng Ma Chải.
Ngày 19 tháng 3 năm 1969, Bộ Nội vụ ra Quyết định số 143/NV, thành lập thị trấn nông trường Tam Đường.
Sau chiến tranh biên giới năm 1979, di chuyển huyện lỵ từ Mường So về khu vực 2 xã: Nậm Loỏng và Tam Đường.
Ngày 26 tháng 5 năm 1997, Chính phủ ban hành Nghị định 52-CP, giải thể thị trấn nông trường Tam Đường.
Đồng thời, chính thức xác lập vị trí mới của thị trấn Phong Thổ tại khu vực 2 xã: Nậm Loỏng và Tam Đường, còn khu vực thị trấn huyện lỵ cũ được giao cho xã Mường So quản lý.
Đến cuối năm 2001, huyện Phong Thổ bao gồm thị trấn Phong Thổ và 29 xã: Bản Bo, Bản Giang, Bản Hon, Bản Lang, Bình Lư, Dào San, Hồ Thầu, Hoang Thèn, Khổng Lào, Khun Há, Lản Nhì Thàng, Ma Li Chải, Ma Li Pho, Mồ Sì San, Mù Sang, Mường So, Nà Tăm, Nậm Loỏng, Nậm Xe, Nùng Nàng, Pa Vây Sử, Sì Lở Lầu, Sin Súi Hồ, Sùng Phài, Tả Lèng, Tam Đường, Thèn Sin, Tung Qua Lìn, Vàng Ma Chải.
Ngày 14 tháng 1 năm 2002, Chính phủ ban hành Nghị định 08/2002/NĐ-CP. Theo đó, tách thị trấn Phong Thổ và 14 xã: Bản Bo, Bản Giang, Bản Hon, Bình Lư, Hồ Thầu, Khun Há, Lản Nhì Thàng, Nà Tăm, Nậm Loỏng, Nùng Nàng, Sùng Phài, Tam Đường, Tả Lèng, Thèn Sin để thành lập huyện Tam Đường.
Ngày 26 tháng 11 năm 2003, Quốc hội ban hành Nghị quyết số 22/2003/QH11 chia tỉnh Lai Châu cũ thành hai tỉnh Lai Châu và Điện Biên, huyện Phong Thổ thuộc tỉnh Lai Châu mới, bao gồm 15 xã: Bản Lang, Dào San, Hoang Thèn, Khổng Lào, Ma Li Chải, Ma Li Pho, Mồ Sì San, Mù Sang, Mường So, Nậm Xe, Pa Vây Sử, Sì Lở Lầu, Sin Súi Hồ, Tung Qua Lìn và Vàng Ma Chải.
Ngày 10 tháng 10 năm 2004, thành lập thị trấn Phong Thổ trên cơ sở một phần diện tích và dân số của xã Mường So. Cùng ngày, thị trấn Phong Thổ (cũ) và 2 xã: Nậm Loỏng, Tam Đường thuộc huyện Tam Đường được tách ra để thành lập thị xã Lai Châu mới (nay là thành phố Lai Châu).
Ngày 27 tháng 12 năm 2006, chuyển xã Lản Nhì Thàng thuộc huyện Tam Đường và xã Huổi Luông thuộc huyện Sìn Hồ về huyện Phong Thổ quản lý.
Ngày 1 tháng 3 năm 2020, sáp nhập xã Ma Li Chải vào xã Sì Lở Lầu.
Huyện Phong Thổ có 1 thị trấn và 16 xã như hiện nay.

## Giao thông
Có quốc lộ 4D, quốc lộ 12 và quốc lộ 100 đi qua. Ngoài ra còn có dự án đường cao tốc Bảo Hà – Lai Châu đi qua đang được triển khai đầu tư xây dựng (đây cũng là điểm cuối của dự án này).

## Du lịch
- Di chỉ Nậm Tun là di chỉ khảo cổ ở hang Nậm Tun, bản Phiêng Đanh, xã Mường So huyện Phong Thổ. Hang Nậm Tun còn có tên gọi là Thẳm Hộ Khoại, theo tiếng dân tộc Thái có nghĩa là Hang Dào trâu [12]. Di tích đã được Bộ Văn hóa, Thể thao và Du lịch xếp hạng di tích lịch sử cấp quốc gia tại Quyết định 669/QĐ-BVHTTDL ngày 07/02/2013.[13][14].